# 基思·坎贝尔
基思·坎贝尔（英語：Keith Campbell，1954年5月23日—2012年10月5日），苏格兰生物学家，克隆羊多利的主要缔造者之一，2008年与伊恩·威尔穆特获邵逸夫生命科学与医学奖。
坎贝尔一开始是一位医学检验师，后来在伊丽莎白女王学院获得微生物学理学士学位，接着就读于玛丽-居里研究院和萨塞克斯大学，获博士学位。1991年，坎贝尔受聘于爱丁堡大学罗斯林研究所，在伊恩·威尔穆特的团队中研究哺乳动物胚胎克隆。1996年，成功克隆了第一头哺乳动物多利。
1998 年，坎贝尔等率先克隆出带有人类基因的转基因羊“波莉”，2000 年，坎贝尔和北美PPL研究小组利用体细胞核移植技术克隆出5头小猪。1999年11月成为诺丁汉大学动物发育学教授。他倡导用体细胞核移植开发干细胞疗法、研究人类疾病。